# Stepkensbeek
De Stepkensbeek is een beek in de wijk Genooi in de Nederlandse gemeente Venlo. De beek ligt op de rechteroever van de Maas en ligt in het stroomgebied van de Maas.

## Ligging
De beek ontspringt aan de rand van het natuurgebied Zwart Water op ongeveer 200 meter ten zuidwesten van de waterplas Venkoelen. Vanaf daar wordt de beek ingeklemd door bebouwing en wegen en is gedeeltelijk overkluisd. Ze stroomt een stukje zuidwaarts langs de N271, westwaarts langs de Van der Grintenstraat, langs de Kapel van Onze-Lieve-Vrouw van Genooi en gaat vervolgens weer noordwaarts om vervolgens westwaarts af te buigen en uit te monden in de Maas.